# Laufzeitmessung
Laufzeitmessung ist ein Verfahren zur indirekten Entfernungs- oder Geschwindigkeitsmessung durch Messung jener Zeit, die ein Signal für das Durchlaufen der Messstrecke benötigt.
Je nach Art des Signals spricht man bei Geräten, welche die Laufzeitmessung verwenden, entweder von
- Radar – Laufzeitmessung mit Radio- oder Mikrowellen im Freiraum
- Lidar – Laufzeitmessung mit gepulsten Laser-Strahlen
- Zeitbereichsreflektometrie – Laufzeitmessung mit  elektromagnetischen Wellen in Kabeln, oder
- Sonar – Laufzeitmessung mit Schall oder Ultraschall.

Bei Laufzeitmessungen werden im Wesentlichen nur  Zeitdifferenzen bestimmt. Daher benötigen sie – im Gegensatz zu Messungen in einer absoluten Zeitskala (Weltzeit, Atomzeit, Sternzeit usw.) – nur ein relatives Zeitsystem, also ohne definierten Nullpunkt.

## Fledermaus und Delphin als Vorbild

Schaubild

Bekanntes Vorbild in der Natur ist das Orientierungssystem der Fledermäuse. Diese aktiv fliegenden und weltweit verbreiteten Säugetiere sind in der Lage, sich auch in völliger Dunkelheit zu orientieren. Mit Hilfe der Echoortung können sie Entfernung und Richtung von Hindernissen und Beutetieren aus den Reflexionssignalen orten. Delfine können sogar die als Echosignale in einer bestimmten Situation gehörten „Bilder“ wiedergeben und so den Artgenossen Mitteilungen über diese Situation machen.
Dieses Verfahren der Laufzeitmessung zur Orientierung kann sich auch der Mensch antrainieren. Es kann dann völlig blinden Menschen zur Orientierung dienen.
Im Gegensatz zur indirekten Ortung steht die Lokalisation der Direktsignale einer Schallquelle.

## Technische Umsetzung

Prinzip der Laufzeitmessung

Da elektromagnetische Wellen sich mit Lichtgeschwindigkeit ausbreiten, sind die Laufzeiten bei kurzen Strecken extrem klein. Die Zeitmessung erfolgt daher mit speziellen Kurzzeitmessern oder Intervallzählern, im Labor auch mit dem Oszilloskop. Erste Anwendungen waren Entfernungs-Schätzungen mittels Laufzeitdifferenz von Licht und Schall (Blitz-Donner, Kanonenschüsse) und die Bestimmung der Lichtgeschwindigkeit.
Bei Distanzmessungen geht der Entfernungsbereich von einigen Metern (Handlaser für Bauwesen usw.) über einige Kilometer (EDM für Vermessung und Geowissenschaften) bis Millionen von Kilometern in Astronomie und Raumfahrt.
Die Laufzeitmessung verwendet hauptsächlich:
1. elektrische Signale und Oszillatoren (Schwing- und Regelkreise); wichtigste Anwendungen in Labor- und Zeitmessung, Elektrotechnik, Computer-Betriebssysteme usw.)
2. Schall oder Ultraschall, beispielsweise für Tiefenmessung mit Echolot
3. Lichtwellen und Infrarot für Distanzmessungen, oft in Form von Laserstrahlen
4. Radiowellen mit Wellenlängen einiger Milli- bzw. Zentimeter (beispielsweise Radar und GPS) bis Meter
5. Sehr kurze elektrische Impulse zur Fehlerortung in Kabeln.

Über größere Strecken (2,3) werden oft Echoverfahren oder Reflektoren verwendet, um ausreichend starke Messsignale zu erhalten. Bei Radiowellen (4) ist auch aktive Beantwortung mit Transpondern in Gebrauch. Für reflektierte Signale wird die Distanz errechnet als {\displaystyle D=c\cdot t/2}, wobei die Ausbreitungsgeschwindigkeit {\displaystyle c} vom Brechungsindex des Mediums abhängt (für Licht in Bodennähe etwa 1,0003) und {\displaystyle t} die Signallaufzeit bezeichnet.

## Anwendungen
Die wichtigsten Anwendungen sind:
- Analyse elektrischer Laufzeiten zur Optimierung von Systemen der Elektrotechnik und Informatik
- Labormessungen in der Physik zur Bestimmung von Materialeigenschaften (Brechungsindex optischer Medien, geophysikalische Wellenausbreitung in Gesteinen …) oder zur Eichung von Verfahren und Maßstäben
- Distanzmessungen in der Geodäsie, Astronomie, Navigation usw. aus der Laufzeit von Schall- oder elektromagnetischen Wellen. Siehe auch Radar, Laserscanner und TOF-Kamera.
- Geschwindigkeitsmessung einer Strömung über eine bekannte Messstrecke, siehe Ultraschallanemometer.
- Schichtdickenmessung von Kunststoffschichten mit Terahertz-Strahlung.